# Sestav velikega ikozaedra in velikega zvezdnega dodekaedra
Sestav ikozaedra in velikega zvezdnega dodekaedra se lahko obravnava kot stelacija ali kot sestav.

## Sestav
Lahko ga gledamo kot poliederski sestav velikega ikozaedra in velikega zvezdnega dodekaedra. Je eden izmed petih sestavov, ki jih dobimo iz platonskih teles ali Kepler-Poinsotovih teles in njihovih dualov. 
Ima ikozaedersko simetrijo (Ih) in enako razvrstitev oglišč kot rombski triakontaeder.

## Stelacija
Ta polieder je petnajsta stelacija ikozidodekaedra. Ima indeks Wenningerjevega modela 61. 
Facete stelacije so:
| Facete iz trikotnika | Facete iz petkotnika |